# Дружба (Роздільнянський район)
Дру́жба (до 16 травня 1964 р. — Дружка) — селище в Україні, у Степанівській сільській громаді Роздільнянського району Одеської області. Населення становить 20 осіб.
Станом на 1 вересня 1946 року хутір Дружка входив до складу Мар'янівської сільської ради.

## Населення
Згідно з переписом УРСР 1989 року чисельність наявного населення селища становила 28 осіб, з яких 11 чоловіків та 17 жінок.
За переписом населення України 2001 року в селищі мешкало 18 осіб.

### Мова
Розподіл населення за рідною мовою за даними перепису 2001 року:
| Мова       | Відсоток |
| ---------- | -------- |
| українська | 66,67 %  |
| російська  | 22,22 %  |
| молдовська | 11,11 %  |